# Godspeed into the Mainstream
Godspeed Into The Mainstream er debutalbummet fra det danske synthrock-band Spleen United. Albummet er produceret og mixet af Carsten Heller, og det blev udgivet 12. september 2005 på selskabet Copenhagen Records.

## Spor
Alle sange er skrevet af B. Parbo Nieman, undtagen 'Heroin Unltd', 'Peak Fitness Condition' and 'She Falls In Love With Machines' som er skrevet af B. Parbo Niemann og G. Parbo Niemann.
1. Heroin Unltd.
2. In Peak Fitness Condition
3. Gold Ring
4. Come On Figures
5. Spleen United
6. Into The Future
7. She Falls In Love With Machines
8. Streetfighter
9. Godspeed Into The Mainstream